# Friedrich Balduin

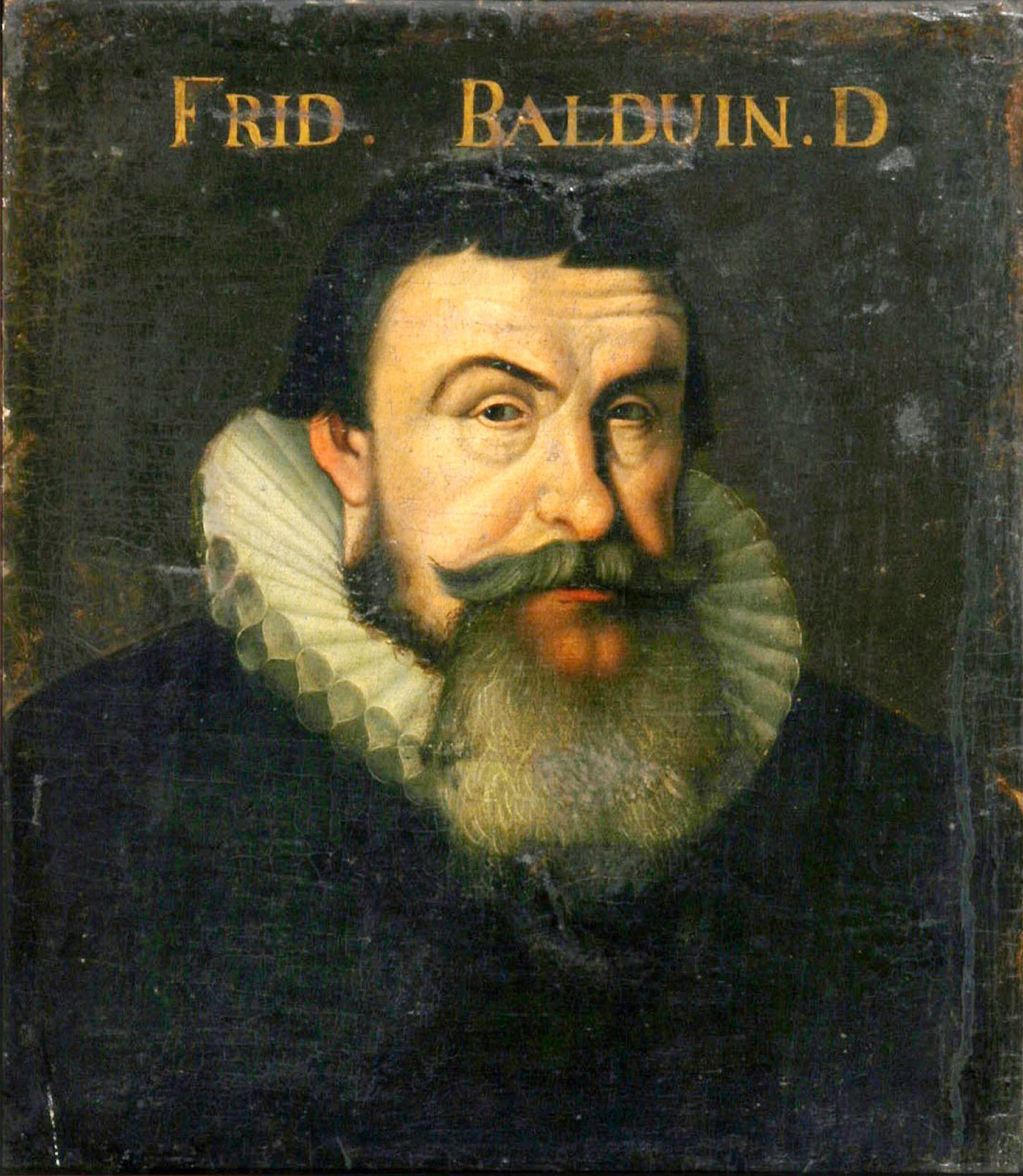
Friedrich Balduin (etwa 1620)

Friedrich Balduin (* 17. November 1575 in Dresden; † 1. Mai 1627 in Wittenberg; auch: Friedrich Balduinus) war ein lutherischer Theologe.

## Leben
Balduin war ein Sohn des Kürschners Paul Balduin und seiner Frau Magdalena (geborene Sperling). Nachdem er die Stadtschule in Dresden absolviert hatte, besuchte er mit Unterstützung seines Landesherrn am 27. April 1590 die Fürstenschule Meißen. Diese verließ er am 8. September 1593 und immatrikulierte sich am 2. Oktober 1593 an der Universität Wittenberg, wo er sich dem Studium der Theologie widmen wollte. In Wittenberg absolvierte er anfänglich philosophische Studien, besonders gern Mathematik bei Johann Hagius († 1604). Als er sich ein ausreichendes Rüstzeug erworben hatte, frequentierte er an der theologischen Fakultät bei Polykarp Leyser dem Älteren, Ägidius Hunnius dem Älteren und Salomon Gesner Vorlesungen. Er erwarb am 15. März 1597 den philosophischen Magistergrad und zwei Jahre später in Jena einen poetischen Dichterlorbeer.
Zurückgekehrt nach Wittenberg, wurde er am 18. Oktober 1601 Adjunkt der philosophischen Fakultät und erhielt etwa in dem Zeitraum die Dichterkrone. Inzwischen war er Gehilfe des Leonhard Hutter geworden und wohnte mit diesem 1601 dem Regensburger Religionsgespräch bei. Da Balduin ein kurfürstliches Stipendium bezogen hatte, folgte er 1602 einer Weisung des Kurfürsten. Nachdem er am 16. April 1602 an der Wittenberger Stadtkirche durch Hunnius ordiniert wurde, zog er als Diakon der Peterskirche nach Freiberg. Aber schon im Folgejahr Am 30. Oktober 1603 wechselte er als Oberpfarrer und Superintendent nach Oelsnitz. 1604 wurde er als vierter theologischer Professor, als Nachfolger von David Runge, an die Hochschule in Wittenberg berufen. Daher legte er sein Amt in Ölsnitz am 16. Februar 1605 nieder und trat am 5. März 1605 mit seiner Antrittsrede die vierte theologische Professur an der Wittenberger Hochschule an. Um den Anforderungen eines Doktorvaters gerecht zu werden, absolvierte er am 28. Juni 1605 das Lizentiat der Theologie und promovierte am 23. Juli 1605 zum Doktor der Theologie. 1608 stieg er in die zweite Professur an der theologischen Fakultät auf, wurde Nachfolger von Georg Mylius als Stadtpfarrer an der Wittenberger Marienkirche, Inspektor der kurfürstlichen Stipendiaten und Generalsuperintendent des sächsischen Kurkreises.
Besonders erlangte er als Pfarrer an der Stadtkirche einen großen Ruf. 1608 übernahm er als Assessor den Vorsitz des Theologischen Konsistoriums, begleitete den Kurfürsten Christian II. 1610 auf den Prager Fürstentag, übernahm 1616 die erste Theologische Professur an der Wittenberger Alma Mater und beteiligte sich an den sächsischen Theologenkonventen 1623 in Leipzig und 1624 in Dresden. Als Haupt der theologischen Fakultät, blieb er bis zum Tod der Universität Wittenberg als Senior der theologischen Fakultät erhalten. Zudem fungierte er in den Jahren 1607, 1608, 1610, 1612, 1613/14, 1615/16, 1617, 1619, 1621, 1621/22, 1623, 1623/24, 1625 als Dekan der theologischen Fakultät und im Wintersemester 1625/26 als Prodekan der theologischen Fakultät.
Balduin las an der Universität die Paulinischen Briefe unter Bezugnahme auf die kirchlichen Streitfragen und legte diese auf die kirchliche Praxis der Zeit aus. Er ist der Begründer der Kasuistik auf der evangelischen Seite geworden. Dazu hielt er im Gegensatz zur katholischen Kasuistik Vorlesungen, um den Inhalt der von der Fakultät erforderten Gutachten systematisch zu gestalten. Für Balduin war das Anliegen der Kasuistik, die reine lutherische Lehre und die praktischen Lebensfragen der Christen in Beziehung zu setzen. Dazu gab die Fakultät längere Zeit nach seinem Tod unter dem Titel „Tractatus de casibus Conscientiae“ eine Schrift heraus, die als erste lutherische Bearbeitung des Gegenstandes gilt. Seine deutschen und lateinischen Schriften, Reden, Predigten und Abhandlungen sind zahlreich und betreffen teilweise die Schrifterklärung, teilweise die lutherischen Symbolbücher, den Rakauer Katechismus und mehrere Streitlehren, zum Beispiel vom Abendmahl, dem Ablasswesen, dem Bilderdienst und Antichrist.

## Familie
Balduin war zweimal verheiratet.
Die erste Ehe ging er am 9. November 1602 in Dresden mit Dorothea (geborene Meisner; * 5. September 1585; † 4. Oktober 1622), der Tochter des Stadtpredigers in Dresden Balthasar Meisner d. Ä. (1556–1623), ein. Aus der Ehe gingen zehn Söhne und zwei Töchter hervor. Vier Söhne und eine Tochter starben jung.
- Balthasar Balduin (~ 30. Oktober 1603; † 29. Oktober 1604)[2]
- N.N. Balduin ⚭ mit dem Pfarrer in Elster Martin Dietrich[3]
- Balthasar Balduin (* 5. Februar 1605; † 29. April 1652) wurde Theologe
- Johann Friedrich Balduin (~ 4. August 1606; † jung)
- Christian Balduin (~ 3. September 1607)
- Friedrich Balduin (~ 25. August 1609; † 2. September 1650[4]) wurde Mediziner
- Gottfried Balduin (~ 30. Mai 1611; † jung)
- Gottfried Balduin (~ 13. August 1612)
- Paul Balduin (~ März 1614; † jung)
- Johann Balduin (~ 29. Oktober 1615; † 1639)[5]
- Anna Dorothea Balduin (~ 22. Oktober 1617; † jung)
- Paul Balduin (~ 6. Oktober 1620) wurde Corporal im Linckischen Regiment, dann Gastwirt in Regensburg, ⚭ 7. November 1648 in Regensburg mit Anne Margarethe, die Witwe des Wirtes Johann Wissinger;[6]

Nach dem Tod seiner ersten Frau heiratete er am 20. Januar 1624 in Torgau Sophia (geborene Barwasser; * 18. Juni 1607; † 19. September 1667), die Tochter des Torgauer Kaufmanns, Ratsherrn, Stadtrichters und Bürgermeisters Eucharius Barwasser (1570–1632) und dessen am 11. Juli 1598 in Torgau geheirateten Frau Barbara (geborene Gadegast, 1578–1644). Aus dieser Ehe sind keine Kinder bekannt. Seine Witwe Sophia verheiratete sich am 26. Januar 1630 mit Johann Hülsemann.

## Werke
- De disputatione Lutheri cum diabolo, in controversia de privata Missa, tractatio. Eisleben 1605. (Digitalisat)
- De Antichristo disputatio [anaskeuastikē] : Syntagmati & Epistolae de Antichristo cujusdam Gasperis Scioppij apostatae Romani, opposita. Gorman, Wittenberg 1606. (Digitalisat)
- Diatribe theologica de Antichristo. Helwig, Wittenberg 1607. (Digitalisat)
- Tractatus luculentus, posthumus toti, reipublicæ Christianæ utilissimus de materiâ rarissime antehac enucleatâ, casibus nimirum conscientiæ. Helwig, Wittenberg 1628.
  - Tractatus luculentus, posthumus toti, reipublicæ Christianæ utilissimus de materiâ rarissime antehac enucleatâ, casibus nimirum conscientiæ. Ausgabe Caspar Wächtler, Frankfurt am Main 1654 (Google-Books).
- Christliche Leichpredigt / Uber den seligen Abschied von dieser welt / des … Augusti, Hertzogen zu Sachsen / Gülich …Dessen Fürstliche Gnaden den 26. Decemb. An. 1615 zu Dreßden im Herrn entschlafen … Wittenberg 1616. Helwig, Wittenberg 1818. (Digitalisat)
- Catechesis apostolica, hoc est, S. apostoli Pauli Epistola ad Romanos, commentario perspicuo illustrata : in quo praeter analysin ... textus, multiplices commonefactiones ex textu eruuntue, et ... fundamenta sanae doctrinae monstrantur. Hellwich, Wittenberg 1620. (Digitalisat)
- Hofmanni De mvtatione nominis baptismalis christiano non-libera commentatio epistolica. Gerdes, Wittenberg 1727, (Digitalisat)